# Grønbroget tudse
Den grønbrogede tudse (Bufotes variabilis) er en art i familien Tudser. Nyere forskning tyder på, at der ikke er tale om en enkelt biologisk art, men flere arter, der har udviklet sig ad forskellige evolutionære linjer. Alene i Europa findes sandsynligvis fem forskellige adskilte former. Afgrænsningen af taxa er stadig uklar.
Grønbroget tudse er fredet ligesom alle andre danske padder. Den er vurderet som truet art på den danske rødliste 2019.

## Udseende
Grønbroget tudse er 5 – 8,5 cm (sjældent 10 cm) lang tudse. Rygsiden har desuden flere små vorter. Bugsiden er lysegrå. Ryggen er lysegrå, brun til lys olivengrøn med mørkegrønt formede sortrandede pletter. Kamuflagemønsteret er mest kontrastrigt hos hunnen og er mere udvisket hos hannen. Henover ryggen er tudsen tydeligt vortet og nogle af vorterne er orangerøde, hvilket giver en ekstra dimension til tudsens særprægede udseende. Som det også kendes fra andre padder kan grønbroget tudse blive meget mørk ved lave temperaturer. Tudser i vinterdvale kan virke næsten sorte. Ligesom hos skrubtudsen er hunnen størst, men bliver normalt ikke over 8-9 centimeter. Parotidkirtlerne (giftkittlerne) bagved ørerne er store og veludviklede.

## Beskrivelse
Grønbroget tudse kan blive 7-9 år gammel og er overvejende et morgen- og aftendyr, som gemmer sig i huller i jorden om dagen. Den kan dog ses af og til om dagen. Den lever på strandenge, heder og lignende, hvor den fanger insekter, edderkopper, snegle, biller og andre smådyr. Den kan forekomme i saltvand med et saltindhold på op til 20 promille. Dens ynglesteder er overvejende lavvandede, åbne vandhuller. Tudsen kan også yngle i kystlaguner med et saltindhold på op til 8 promille.

## Udbredelse
Arten er udbredt fra Nordafrika op til den sydlige del af Skandinavien. Vestgrænsen går ved Italien og Rhinen, mens østgrænsen går ved Iran og Kazakhstan. Dens antal i Skandinavien er faldende, og den findes nu kun på et lille antal danske øer, samt på enkelte lokaliteter i Skåne, Blekinge, Gotland og Öland. Den forekommer desuden i Estland og Rusland